# 南营寨站
南营寨站是位于云南省建水县东山坝乡的一个铁路车站，建于1928年，2015年关闭。有蒙宝铁路经过该站，车站及其上下行区间均未电气化。车站距离蒙自站86公里，隶属昆明铁路局，是四等站。